# Dylan Fox
Dylan Fox (15 de abril de 1994) es un futbolista australiano que juega como defensor en el F. C. Lahti de la Veikkausliiga.

## Carrera
Debutó en 2013 jugando para el Sutherland Sharks de la National Premier Leagues NSW, donde solo realizó dos apariciones. En 2014 pasó al Bonnyrigg White Eagles, club en el que encontró mayor regularidad. En su primer año ayudó a conseguir el primer puesto en la fase regular de la NPL NSW, aunque más adelante el Bonnyrigg no podría conquistar el título al perder en los playoffs frente al Sydney Olympic. Aun así, en 2015, luego de terminar tercero en la fase regular, el elenco de Sídney ganó la NPL NSW, aunque no logró la clasificación a la fase final por el título nacional.
Ese año fue contratado por el Wellington Phoenix, participante de la A-League. Aunque al principio solo jugaba con el equipo reserva en la ASB Premiership, la lesión de Ben Sigmund a mitad de temporada le permitió disputar 12 partidos. Ante sus buenas actuaciones, fue condecorado como por Jugador del Año Sub-23.

### Clubes
| Club                         | País          | Año       |
| ---------------------------- | ------------- | --------- |
| Sutherland Sharks            | Australia     | 2013      |
| Bonnyrigg White Eagles       | Australia     | 2014-2015 |
| Wellington Phoenix F. C.     | Nueva Zelanda | 2015-2019 |
| F. C. Anyang                 | Corea del Sur | 2019      |
| Central Coast Mariners F. C. | Australia     | 2019-2020 |
| NorthEast United             | India         | 2020-2021 |
| F. C. Goa                    | India         | 2021-2022 |
| Jamshedpur F. C.             | India         | 2023      |
| F. C. Lahti                  | Finlandia     | 2024-     |

## Palmarés

### Títulos nacionales
| Título  | Club                   | País      | Año  |
| ------- | ---------------------- | --------- | ---- |
| NPL NSW | Bonnyrigg White Eagles | Australia | 2015 |

### Distinciones individuales
| Distinción                                            | Año     |
| ----------------------------------------------------- | ------- |
| Jugador del año Sub-23 (Wellington Phoenix)           | 2015-16 |
| Jugador del año de los jugadores (Wellington Phoenix) | 2017-18 |